# 黄秋园纪念馆
28°40′27″N 115°53′42″E / 28.67417°N 115.89500°E
黄秋园纪念馆位于中国江西省南昌市西湖区系马桩街小桃园巷21号，是现代著名画家黄秋园晚年的居所，是一座三层砖房，建筑面积面积420平方米。

## 历史
1988年12月辟为纪念馆，黄秋园长子黄良楷任馆长。1989年6月13日被列为南昌市文物保护单位，2000年被列为江西省文物保护单位。
黄秋园（1914年－1979年），名明琦，字秋园，南昌人。生前为南昌市人民银行科员，业余作画，擅长山水、工笔、写意。黄秋园生前名声不显，隐居于市。去世后其作品引起轰动，公认为现代国画大师。